# NGC 3389
NGC 3373 = NGC 3389 ist eine Spiralgalaxie vom Hubble-Typ Sc im Sternbild Löwe am Nordsternhimmel. Sie ist schätzungsweise 54 Millionen Lichtjahre von der Milchstraße entfernt und hat einen Durchmesser von etwa 50.000 Lichtjahren.
Im selben Himmelsareal befinden sich u. a. die Galaxien M 105, NGC 3371, IC 643, IC 648.
Die Supernovae SN 1967C (Typ Ia) und SN 2009md (Typ IIP) wurden hier beobachtet.
Das Objekt wurde am 11. März 1784 von William Herschel (als NGC 3389 aufgeführt) und 23. März 1830 von John Herschel (als NGC 3373 gelistet) entdeckt.